# Christoph Pitzler
Christoph Pitzler (geboren 1657 in Freyburg an der Unstrut; bestattet am 28. April 1707 in Halle an der Saale) war ein deutscher Baumeister.

## Leben
Christoph Pitzler wurde wahrscheinlich in Freyburg als Sohn des dortigen Amtmanns geboren. Ende 1680 wurde er als Adjunktus (Diener) in die Silberkammer des Johann Adolf I. von Sachsen-Weißenfels aufgenommen und war damit Mitglied der Hofdienerschaft im Herzogtum Weißenfels. Zu der Zeit hatte in Weißenfels Johann Moritz Richter das Amt eines Landesbaumeisters inne, der 1684 nach Beendigung des Weißenfelser Schlossbaus in den Dienst des Markgrafen Christian Ernst nach Bayreuth wechselte.
Pitzler brach im Mai 1685, wahrscheinlich mit der Förderung des Landesherrn, zu einer dreijährigen Studienreise durch Europa auf, bei der er Tagebuch führte und architektonische Notizen machte. Er reiste durch die Niederlande und das spanische Flandern. In Paris hielt er sich vom Juli 1685 bis zum Mai 1687 auf und besuchte von dort aus Versailles und die Lustschlösser in Marly und Trianon de Porcelaine. Er kam über Lyon nach Rom (Mai bis Oktober 1687), Neapel und nach Venedig (Dezember 1687 bis April 1688). Am 23. Juni 1688 erreichte er wieder Weißenfels.
Auf späteren Reisen besuchte er Leipzig (1690, 1693, um 1700) und 1695, 1701 und 1705 in Brandenburg mehrfach Berlin, Potsdam, Caputh, Charlottenburg, Köpenick, Oranienburg und andere Orte der Kurmark.

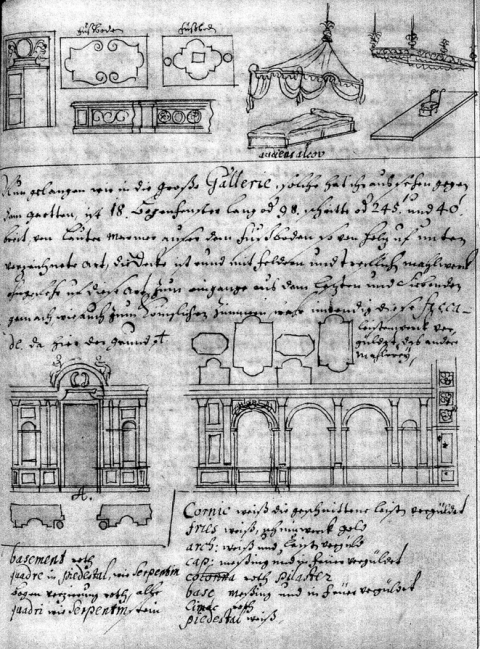
Grande Galerie in Versailles

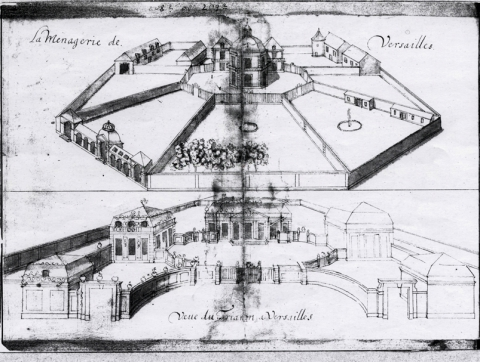
Menagerie in Versailles und Trianon de Porcelaine

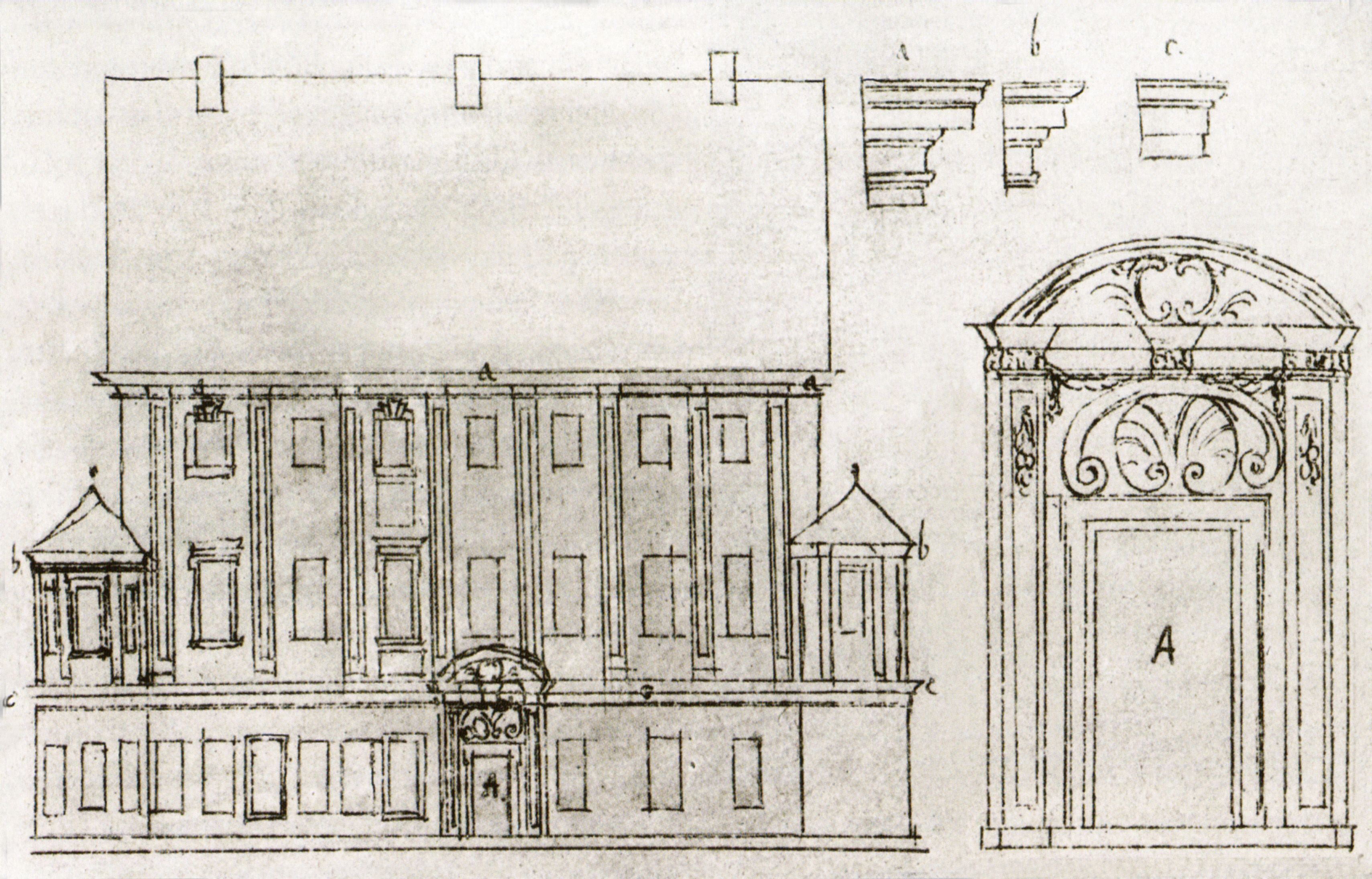
Oper am Brühl in Leipzig

Zurück in Weißenfels wurde er im Jahr 1688 zum Kammerdiener befördert und übte die Funktionen eines Landesbaumeisters aus, aber zunächst nicht mit diesem Titel, den führte er nachweisbar erst ab 1697. Ab 1690 war er der einzige nennenswerte Baumeister im Fürstentum. Es sind von ihm die für einen Landesbaumeister typischen Bauerhaltungs- und Bauerweiterungsmaßnahmen nachweisbar. Er arbeitete wiederholt in der Festung Heldrungen; im Schloss Dryburg stammte der 1694 errichtete Südflügel von ihm. Unter dem 1697 inthronisierten Fürsten Johann Georg von Sachsen-Weißenfels bot sich ihm ein reiches Betätigungsfeld. In dessen Auftrag baute er im Schloss Augustusburg und im Palais Kleinfriedenthal beim Jagdschloss Neuenburg. Anfang 1702 wurde er zusätzlich Baumeister im Herzogtum Sachsen-Weißenfels-Barby und baute im Schloss Barby.
Im Jahr 1705 zog er mit seiner Frau in das preußische Halle, wirkte dort in der Moritzburg und sollte 1707 zum königlich-preußischen Baumeister im Herzogtum Magdeburg ernannt werden, als er plötzlich starb. Er war kinderlos und wurde in der Laurentiuskirche bestattet, der Grabstein ist erhalten. In Weißenfels folgte ihm im Amt der Baumeister Johann Mützel.

## Reisetagebuch
Pitzlers 1052 Seiten umfassende Reysebeschreibung durch Teutschland, Holland, Spanische Niederlande, Franck-Reich und Italien wurde nach seinem Tod zu einem Quartband im Format 16,5 mal 29,5 cm gebunden. Das Papier war beidseitig in barocker Kurrentschrift beschrieben und enthielt in den Text gestreut eine Vielzahl architektonischer Zeichnungen. Der Kunsthistoriker Cornelius Gurlitt entdeckte das Skizzenbuch Ende des 19. Jahrhunderts in der Bibliothek der Technischen Hochschule Berlin. Das Original des Tagebuchs ging am Ende des Zweiten Weltkriegs verloren. Es blieben nur fotografische Reproduktionen von Seiten erhalten, die für eine Edition im Hohenzollern-Jahrbuch angefertigt worden waren. Von besonderer Bedeutung für die Kunstgeschichte ist die Beschreibung des Berliner Schlosses von 1695, aus der Zeit kurz vor der Umbau durch Andreas Schlüter.

## Ausgaben des Reisetagebuchs
- Reysebeschreibung durch Teutschland, Holland, Spanische Niederlande, Franck-Reich und Italien.
- Hellmut Lorenz (Hrsg.): Berliner Baukunst der Barockzeit. Die Zeichnungen und Notizen aus dem Reisetagebuch des Architekten Christoph Pitzler (1657–1707). Nicolai, Berlin 1998, ISBN 3-87584-699-0. (hier wird der sich auf Berlin beziehende Teil vollständig wiedergegeben und kommentiert.)[13]
- Étude du voyage en France et du séjour à Versailles de Christoph Pitzler, extrait de son carnet d’esquisses (1685–1688) conservé à la Stiftung Preußische Schlösser und Gärten Berlin-Brandenburg. In: Bulletin du Centre de Recherche du Château de Versailles, Centre de Recherche du Château de Versailles, April 2014, ISSN 1958-9271